# Хорнзор (Аліковський район)
Хорнзо́р (рос. Хорнзор, чув. Хорнсор Çармăç) — присілок у складі Аліковського району Чувашії, Росія. Входить до складу Кримзарайкінського сільського поселення.
Населення — 91 особа (2010; 101 у 2002).
Національний склад:
- чуваші — 100 %